# Kaland Játék Izgalom
A Kaland Játék Izgalom című játékkönyvsorozatot 1992-ben indította el a Cherubion kiadó. Az ötletet a Kaland Játék Kockázat sorozat adta. A sorozat többnyire a Worlukot hivatott bemutatni (némelyik története Cherubionon játszódik. A szabályrendszer a Kaland Játék Kockázat könyvek továbbfejlesztett változata, varázslási lehetőséggel, 5, kockával meghatározható értékkel stb.
A könyvek írói angol álnéven dolgoztak.

## A sorozat készítői
Sorozatszerkesztők: Nemes István, Bihon Tibor

## Játékrendszer
A szabályok a Kaland Játék Kockázat könyvek rendszeréhez hasonlók, a következő változtatásokkal:
- legtöbbször 300 fejezetpont
- az általános 2 sebzés helyett minden fegyvernek saját sebzéstartománya van
- majdnem minden könyvben van lehetőség mágikus (mentális) csatára
- a legtöbb könyvben lehetőség nyílik faj választására, melyek különböző előnyökkel, ill. hátrányokkal járnak

## A Cherubion gondozásában megjelent könyvek
| Sorszám | Író                          | Cím                            | Megjelenés |
| ------- | ---------------------------- | ------------------------------ | ---------- |
| 58      | John S. Talbot               | Nekropolisz - A holtak birtoka | 2008       |
| 57      | Winston Northenlight         | Fejtörők erdeje                | 2007       |
| 56      | Garry Hamilton               | Rémálmok jönnek                | 2007       |
| 55      | Victor Mannas                | A hit nevében                  | 2007       |
| 54      | Winston Northenlight         | Eleven falak                   | 2006       |
| 53      | Garry Hamilton               | A sárkány vére                 | 2005       |
| 52      | Winston Northenlight         | Őserők ura                     | 2004       |
| 51      | Jonathan Graves              | Az ötvenegyedik harcos         | 2004       |
| 50      | Jonathan Graves              | Lélektükör                     | 2003       |
| 49      | Alex R. Wermin               | Tűzevő                         | 2003       |
| 48      | William McGregor             | A Hold Sikolya                 | 2003       |
| 47      | Alex R. Wermin               | A Fekete Lovag                 | 2002       |
| 46      | William McGregor             | Kínok kínja                    | 2002       |
| 45      | Garry Hamilton               | A rettegés erdeje              | 2002       |
| 44      | Wallace G. Archer            | A Halálontúli Király           | 2002       |
| 43      | Alex R. Wermin               | Trollok Völgye                 | 2001       |
| 42      | William McGregor             | A Mocsár Szörnyetege           | 2001       |
| 41      | Alex R. Wermin               | Rémkirály                      | 2001       |
| 40      | Alex. R. Wermin              | Halálvadász                    | 2001       |
| 39      | Alex R. Wermin               | Kristálykoponya                | 2001       |
| 38      | William McGregor             | A jégmező harcosa              | 2000       |
| 37      | William McGregor             | Árnyéksárkány                  | 2000       |
| 36      | David H. Levinhood           | Sötét herceg                   | 2000       |
| 35      | William McGregor             | Az utolsó csepp                | 2000       |
| 34      | Wallace G. Archer            | Káoszaréna                     | 2000       |
| 33      | William McGregor             | Létsíkok vándora               | 1999       |
| 32      | Alex R. Wermin               | A Kárhozat Ura                 | 1999       |
| 31      | Alex R. Wermin               | Ork gyilkosok                  | 1999       |
| 30      | William McGregor             | Sólyomlovag                    | 1999       |
| 29      | Alex R. Wermin               | Hősök ideje                    | 1999       |
| 28      | G. Sheron & Alex R. Wermin   | Szellemjárás                   | 1998       |
| 27      | William McGregor             | Sötét álom                     | 1998       |
| 26      | David H. Levinhood           | Megmérgezve                    | 1998       |
| 25      | William McGregor             | A Mágus küldetése              | 1998       |
| 24      | David H. Levinhood           | Viharűzők                      | 1998       |
| 23      | Anthony Parker               | A Démon Szeme                  | 1998       |
| 22      | Jonathan Graves              | Mágusok Tornya                 | 1997       |
| 21      | Garry Hamilton               | Acélkorona                     | 1997       |
| 20      | Jay Henorex                  | Shiwo, a Holtak Ura            | 1997       |
| 19      | Alex R. Wermin               | Sárkányölő                     | 1997       |
| 18      | Garry Hamilton               | Arcnélküliek                   | 1997       |
| 17      | Garry Hamilton               | Boszorkány Úrnő                | 1996       |
| 16      | Alex R. Wermin               | Szörnyek Szigete               | 1996       |
| 15      | Alex R. Wermin               | A Sárkánykard                  | 1995       |
| 14      | Garry Hamilton               | A Káosz létsíkja               | 1995       |
| 13      | Alex R. Wermin               | Lidérccsapás                   | 1995       |
| 12      | Robert Knight                | Dimenziók bajnoka              | 1994       |
| 11      | Garry Hamilton               | Monarakh titka                 | 1994       |
| 10      | Robert Knight                | Kriptaszökevény                | 1994       |
| 9       | Ian Borouge                  | A Kőtorony titka               | 1994       |
| 8       | Robert Knight                | Cherubion Hőse                 | 1993       |
| 7       | Jim Caldwell                 | A Fenevad nyomában             | 1993       |
| 6       | Robert Knight, Jeffrey Stone | Árnyékvilág                    | 1993       |
| 5       | Ian Borouge                  | A Sötétség Gyűrűje             | 1993       |
| 4       | Robert Knight, Jeffrey Stone | Küzdelem az Éj Könyvéért       | 1993       |
| 3       | Robert Knight, Jeffrey Stone | A Nagy Féregfutam              | 1993       |
| 2       | Robert Knight, Jeffrey Stone | Küzdelem az Éj Kardjáért       | 1992       |
| 1       | Robert Knight, Jeffrey Stone | Küzdelem az Éj Kövéért         | 1992       |

## Tervezett, meg nem jelent kötetek
- Lidércek napja
- Helikopterekkel a sárkányok ellen
- Küzdelem a káosz szívéért
- A démon ébredése
- Gyíkbőrben (2023-ban végül megjelent magánkiadásban, a "Vindgardia Árnyai" c. sorozat első köteteként)
- A papirusz rejtélye
- Az istenek gyermeke